# (611) Valeria
(611) Valeria est un astéroïde de la ceinture principale découvert par Joel Hastings Metcalf le 24 septembre 1906.
L'origine précise du nom est inconnue, ce pourrait être un nom dérivé de la désignation provisoire "VL".